# Ceci Krasimirova
Ceca Krasimirova Dimitrova (n. 24 ianuarie 1980, Mezdra, Vrața, Bulgaria) cunoscută mai frecvent sub numele de Ceci Krasimirova, este un model bulgară.

## Biografie
Ceci Krasimirova s-a născut în Mezdra, Bulgaria. În 1988 ea, împreună cu întreaga ei familie, s-au mutat să locuiască în Sofia, Bulgaria. Mai târziu a absolvit școala de coregrafie din Elin Pelin, cu specializare în dans folcloric.

## Carieră
La zece ani, Krasimirova și-a început cariera de model în prezentările de modă pentru copii. A fost remarcată de agenția de modeling Visage și în anul 1990 a devenit oficial model. La 17 ani a participat la concursul de frumusețe Miss Shopkinia (1997) la care a câștigat primul loc. În același an, Krasimirova a câștigat și concursul de frumusețe „Cel mai bun model al Bulgariei” (1997), și a câștigat astfel dreptul de a participa la concursul de frumusețe „Cel mai bun model din lume” (1997). La acesta din urmă a câștigat titlul „Cel mai bun model al Europei” (1997).
Krasimirova a predat cursuri de modeling și a fost coregrafă șef al concursului de frumusețe „Top Model of Bulgaria” din 2000. Din 2005 până în 2009, ea a fost director de vânzări pentru edițiile din Bulgaria ale FHM, Playboy, Madame Figaro și Hallmark Channel.
Din 2010 până în 2012, Krasimirova a fost directoare de publicitate al revistei Rosebud. Ea a modelat pentru mărcile Dolce & Gabbana, BVLGARI, Nina Ricci, Stephane Rolland, Moschino, printre altele. Ea a filmat spoturi TV și reclame pentru mărci precum M-Tel, Hype Energy Drink, Advanced Nutrients, Flirt Vodka, Sandoz, Magama și altele. În 2010, a jucat în rolul unei gazdei TV a emisiunii High Heels de la BTV.
În anul 2012, a fost și în videoclipul lui Azis cu melodia MMA.

## Titluri
- „Miss Shopkinia” (1997)
- „Cel mai bun model al Bulgariei” (1997)
- „Cel mai bun model din lume” (1997)